# 李氏薩盲蝽
李氏薩盲蝽（学名：Psallops leeae）为盲蝽科薩盲蝽屬下的一个种。